# Стемасы
Стема́сы (чув. Стемас) — село Алатырском муниципальном округе Чувашской Республики России. 

## История
Село, после завоевания Казанского ханства (в 1552), стало принадлежать русским царям, а затем в XVII веке было передано помещикам.
Наиболее раннее упоминание о селе встречается в жалованной грамоте царя Михаила Федоровича казаку Харитону Семеновичу от 1620 года: «Мы, великий государь, царь и великий князь Михайло Федорович всея Руси пожаловал его, Харитона, поместьем в Алатырском уезде, что ему дано из наших дворцовых сел жеребьем с. Стемасы в вотчину».
Население села занималось хлебопашеством, рыболовством, скотоводством.
В 1780 году, при создании Симбирского наместничества, село Стемас, экономических крестьян — 44, отписных из за помещиков крестьян — 32, не знающих своих помещиков крестьян — 8, помещиковых крестьян — 777, входило в Алатырский уезд.
Храмов два: 1) главный храм деревянный, холодный, построен подполковником Ал. Поповым в 1851 г.; Престол в нём во имя Живоначальные Троицы. 2) Второй храм деревянный, построен в 1740 г.; в 1874 г. к нему пристроены два придела: один прихожанами, а другой — московским мещанином В. Т. Барсовым; престолов в храме два: главный — в честь Казанской иконы Божьей Матери и в северном приделе — во имя Архистратига Божия Михаила.
В 1859 году село Стемас, по правую сторону коммерческого тракта из г. Алатыря в г. Симбирск, находилось в 1-м стане Алатырского уезда Симбирской губернии.
В XIX веке в селе открыли мужское начальное училище, которое содержалось за счет сельского общества.
В 1859 году в селе было 172 двора, 720 муж. и 784 жен.;
В 1875 году в селе было 246 дворов, 839 душ мужского пола, 870 душ женского пола.
В 1880 году было дворов 328, душ мужского пола 957, женского пола 1020 душ.
В 1897 г. было дворов 382, душ мужского пола 1051, женского пола 1168 душ.
В 1900 году в 283 дворах жило: 1132 м. и 1281 ж.;
В 1913 г. дворов 463, душ мужского пола 1342, женского пола 1406 душ.
В начале XX века в селе насчитывалось 3500 жителей, имелись 2 церкви.
После революции 1917 года в селе был создан комитет бедноты и кооперативное общество. В селе первое время были мелкие купцы-торговцы, которые конкурировали с кооперативной торговлей. Кулацких хозяйств в селе было мало. В 1930 году бедные семьи объединились в колхоз.
30 марта 1930 года была организована сельскохозяйственная артель, куда вошли 17 хозяйств. С 1935 года по 1940 год в колхоз вступило 750 семей, то есть почти все население села.
Перед Великой Отечественной войной денежный фонд колхоза составлял 1 миллион рублей. Он был единственным в районе колхозом-миллионером.
На фронт из села ушли 950 мужчин и женщин. Погибли на фронте более 450 человек. Многие вернулись инвалидами.
В 1970-80-е годы отделение входило в состав колхоза «Путь Ильича», который был многоотраслевым мощным высокомеханизированным хозяйством.

## Органы власти
В рамках организации местного самоуправления с 2004 по 2022 гг. в границах села существовало муниципальное образование Стемасское сельское поселение  . Упразднено законом от 29 марта 2022 года в рамках преобразования муниципального района со всеми входившими в его состав поселениями путём их объединения в муниципальный округ  . С 1 января 2023 года функционирует Стемасский  территориальный отдел  .

## Население
| 2010  | 2012  | 2013  | 2014  | 2015  | 2016  | 2017  |
| ----- | ----- | ----- | ----- | ----- | ----- | ----- |
| 1318  | ↘1294 | ↗1325 | ↘1290 | ↘1267 | ↗1270 | ↘1253 |
| 2018  | 2019  | 2020  | 2021  |       |       |       |
| ↘1224 | ↘1184 | ↘1150 | ↘1115 |       |       |       |

Этнический состав — русские.

## Инфраструктура
- МОУ «Стемасская средняя общеобразовательная школа»;
- МОУ «Стемасская детская музыкальная школа»;
- МДОУ «Малыш»;
- фельдшерско-акушерский пункт;
- сельский Дом культуры.

В рамках реализации указа Президента Чувашской Республики «О Годе духовного просвещения» в селе построена церковь, названная в честь святого Михаила. Работы выполнялись на пожертвования селян. Установлен колокол Благовест, чей звон слышен и жителям соседних сел.